# Гутман, Илья Семёнович
Илья Семёнович Гу́тман (29 ноября 1918, Киев — 14 июня 1999, Москва) — советский оператор и режиссёр документального кино, фронтовой кинооператор в годы Великой Отечественной войны. Народный артист РСФСР (1988), лауреат Ленинской премии (1980).

## Биография
Родился в Киеве. В 21 год поступил на операторский факультет ВГИКа. Война застала Гутмана на третьем факультете института. В 1942 году четверо студентов курса, в числе которых был Гутман, написали письмо ректору с просьбой отправить их на фронт и защищать диплом там. Просьба была удовлетворена, и в этом же году группа становится фронтовыми операторами.
С 1942 года Гутман — оператор и режиссёр Центральной студии кинохроники. Член ВКП(б) с 1944 года. Окончил ВГИК в 1943 году.
В 1946 году Илью Гутмана отправили в Киргизию. Там же был снят фильм об альпинистах, покоривших пик Коммунизма (на то время пик Сталина). Некоторое время входил в группу операторов, проводящих правительственные съёмки в Кремле.
В 1960-х годах побывал в Италии, где собирал различные материалы для документального фильма «38 минут в Италии» — наблюдения об Италии, итальянских городах, людях. Один из авторов киноэпопеи Великая Отечественная, режиссёр фильмов «Битва за Москву» и «Освобождение Польши» (1980).
Автор (совместно с Р. Карменом) фильма «Неизвестная война» (о Второй мировой войне).
И. С. Гутман умер в 1999 году. Похоронен на Калитниковском кладбище.

### Семья
- Жена — Зинаида Викторовна Ремер (1921—1989)[1], с 1943 года участница Великой Отечественной войны (телефонистка), сотрудник кинофабрики Союзмультфильм[5];
  - сын — Александр Ильич Гутман (1945—2016), кинорежиссёр[1];
  - дочь — Татьяна Ильинична Гутман (1950—2009), кинорежиссёр[1].

## Фильмография
Оператор
- 1942 — День войны (в соавторстве)
- 1944 — Восьмой удар (в соавторстве)
- 1945 — 1 мая в Москве (в соавторстве)
- 1945 — Таджикистан (в соавторстве)
- 1946 — Молодость нашей страны; 29-й Октябрь
- 1947 — День победившей страны (в соавторстве)
- 1947 — Мастера высоких урожаев; Слава Москве; Мастера высоких урожаев; Слава Москве
- 1948 — В. И. Ленин (в соавторстве)
- 1951 — Советские китобои
- 1953 — Пик дружбы
- 1954 — Остров Сахалин
- 1955 — Под солнцем юга; В чудо-городе; Международные соревнования по легкой атлетике; Мелодии фестиваля; Первенство мира по конькам
- 1956 — В дальневосточных морях; Рассказ об одном плавании
- 1957 — Артисты цирка; Братский союз двух великих народов; Древнее и вечно юное искусство
- 1958 — Волшебное зеркало; Над нами синее небо — главный оператор; На чемпионате мира по стрельбе
- 1959 — Час неожиданных путешествий
- 1960 — Цирковое представление
- 1961 — СССР с открытым сердцем[6]; Рассказ об одной ночи; Я и ты
- 1962 — Шаги большой гимнастики
- 1963 — Время творить (главный оператор); Город смоляных лодок
- 1964 — Перед началом спектакля; Династия Дуровых; Я — кинолюбитель; Советский цирк в Италии
- 1965 — 38 минут по Италии; Юрий Никулин
- 1967 — Дети цирка; Обычная жизнь Буэнос-Айреса; На аренах Южной Америки
- 1968 — За нашу и вашу свободу; Манаус — город на Амазонке; Красная земля Бразилии
- 1979 — История пяти колец

Режиссёр
- 1953 — Пик дружбы
- 1955 — Под солнцем юга
- 1956 — Рассказ об одном плавании
- 1963 — Город смоляных лодок
- 1964 — Перед началом спектакля
- 1964 — Советский цирк в Италии
- 1965 — 38 минут по Италии
- 1965 — Юрий Никулин
- 1966 — На ледяной арене
- 1966 — Цирк на льду
- 1967 — Обычная жизнь Буэнос-Айреса
- 1967 — На аренах Южной Америки
- 1968 — Красная земля Бразилии
- 1968 — Манаус — город на Амазонке
- 1971 — Огонь Спартакиады
- 1971 — От съезда к съезду
- 1971 — Это — спорт
- 1973 — Стакан молока и хлеба кусок
- 1973 — Хозяева
- 1975 — Порядок
- 1975 — Рассказы о Москве
- 1975 — Хроника 9-й пятилетки
- 1976 — IX Московский международный; Три монолога
- 1977 — Путь, равный столетиям
- 1977 — Репутация
- 1978 — Здравствуй, столица
- 1979 — История пяти колец
- 1981 — Всего дороже
- 1982 — Такой солдат непобедим
- 1983 — Сохранить природу
- 1984 — Мы — москвичи
- 1984 — Ум и смелость
- 1985 — В едином строю
- 1986 — Москва — Кремль
- 1986 — Нюрнберг, 40 лет спустя
- 1986 — «Спартак». Действующие лица и… болельщики (совместно с И. Пастернаком)
- 1988 — Мы — журналисты
- 1992 — Последний репортаж. Реквием
- 1992 — Профессия — журналист

## Награды и премии
- народный артист РСФСР (1988)
- орден Отечественной войны II степени (6.11.1985)
- орден Красной Звезды (15.10.1944)
- медаль «За боевые заслуги» (21.2.1943)
- Ленинская премия (1980) — за фильмы «Битва за Москву» и «Освобождение Польши» в киноэпопее «Великая Отечественная»
- Серебряная медаль имени А. П. Довженко (1982) — за фильм «Такой солдат непобедим»
- Государственная премия Российской Федерации (1999, посмертно)